# Brza cesta
Brza cesta je javna cesta namijenjena za promet isključivo motornih vozila, s jednim ili dva razdvojena kolnička traka, koja ima sva raskrižja u dvije ili više razina s poprečnim cestama i drugim prometnicama (željezničkim ili tramvajskim prugama, dakle ne postoje željezničko-cestovni prijelazi), u pravilu nema zaustavnih traka i koja je kao takva označena propisanim prometnim znakom